# Dietzenbach Bahnhof
Dietzenbach Bahnhof ist eine Bahnstation in Dietzenbach in Hessen und Endpunkt der Bahnstrecke Offenbach-Bieber–Dietzenbach. Das Empfangsgebäude steht unter Denkmalschutz.
Im Gegensatz zum offiziellen Betriebsstellennamen ist Dietzenbach Bahnhof heute betrieblich nur noch ein Haltepunkt und Bahnhofsteil des Bahnhofs Dietzenbach Mitte. Die Station dient heute ausschließlich dem S-Bahn-Verkehr.

## Geschichte
Der Dietzenbacher Bahnhof wurde am 1. Dezember 1898 unter dem Namen Dietzenbach (Hessen) zusammen mit der Bahnstrecke Offenbach-Bieber–Dietzenbach eröffnet, einer Zweigstrecke der Rodgaubahn. Mit der Betriebsaufnahme der Gesamtstrecke begann hier der öffentliche Verkehr. Arbeiter und Handwerker nutzten die Verbindung zum Pendeln zu ihren Arbeitsplätzen in Offenbach und Frankfurt, die örtlichen Landwirte profitierten vom schnelleren Transport zu den Märkten der Großstädte.
Nach dem Zweiten Weltkrieg erlebte der Verkehr nach Dietzenbach eine – wie es sich zeigen sollte nur kurze – Blüte. 1959 gab es noch 25 tägliche Zugverbindungen nach Offenbach, 1978 fuhren nur noch fünf Züge. Am 18. Juni 1982 wurde der Personenverkehr nach Dietzenbach schließlich ganz eingestellt, einige Jahre später dann auch die Expressgut- und Bahngepäckabfertigung. Die Gleisanlagen wurden aber nicht abgebaut und blieben erhalten.
Zum Fahrplanwechsel 2003/2004 am 14. Dezember 2003 wurde der ehemalige Bahnhof Dietzenbach (Hessen), nunmehr Dietzenbach Bahnhof, zum barrierefreien Haltepunkt umgebaut und der Verkehr der S-Bahn-Linie S2 (Niedernhausen – Dietzenbach) der S-Bahn Rhein-Main auf der Strecke aufgenommen. Dabei wurde auch das Ausweichgleis demontiert und der Bahnhof zum Haltepunkt degradiert, er dient seitdem ausschließlich als Endstation der Züge nach Niedernhausen über den Offenbacher und den Frankfurter City-Tunnel, Höchst und Hofheim.

## Infrastruktur
Das 1898 erbaute, denkmalgeschützte Empfangsgebäude ist ein traufständiger Backsteinbau, an dessen südlichem Ende beidseitig ein Seitenrisalit vorhanden ist. Diese sind durch einen durchgehenden Dachfirst verbunden und weisen einen dreieckigen Giebel auf. Im Anschluss daran befindet sich ein flacher Güterschuppen mit einer überdachten Rampe. Das Gebäude befindet sich heute in Privatbesitz.
Der Haltepunkt verfügt über einen barrierefreien Hausbahnsteig an einem südlich des Empfangsgebäudes vor der Max-Planck-Straße endenden Stumpfgleis. Die weiteren Gleise wurden im Rahmen der S-Bahn-Ertüchtigung abgebaut.

## Betrieb

### Schienenverkehr
Die S-Bahnen verkehren in einem Grundtakt von 30 Minuten. Zur Hauptverkehrszeit wird dieser Grundtakt auf einen 15-Minuten-Takt verdichtet.
| Linie | Verlauf | Takt                    |
| ----- | --- | ----------------------- |
| S2    | Niedernhausen (Taunus) – Niederjosbach – Bremthal – Eppstein – Lorsbach – Hofheim (Taunus) – Kriftel – Frankfurt-Zeilsheim – Frankfurt-Höchst Farbwerke – Frankfurt-Höchst – Frankfurt-Nied – Frankfurt-Griesheim – Frankfurt (Main) Hbf tief – Frankfurt (Main) Taunusanlage – Frankfurt (Main) Hauptwache – Frankfurt (Main) Konstablerwache – Frankfurt (Main) Ostendstraße – Frankfurt (Main) Mühlberg – Offenbach-Kaiserlei – Offenbach Ledermuseum – Offenbach Marktplatz – Offenbach (Main) Ost – Offenbach-Bieber – Heusenstamm – Dietzenbach-Steinberg – Dietzenbach Mitte – Dietzenbach Bhf | 30 min 15 min (zur HVZ) |